# Беллараби, Карим
Кари́м Беллараби́ (араб. كريم بلعربي‎; нем. Karim Bellarabi; 8 апреля 1990, Западный Берлин) — немецкий футболист, полузащитник. Выступал в сборной Германии.
Воспитанник футбольных школ «Вердера» и «Обернойланда». В 2008 году дебютировал в немецкой Бундеслиге, а уже в 2011 году присоединился к «Байеру». В сезоне 2013/14 выступал на правах аренды в «Айнтрахте».
В сборной Германии дебютировал в 2014 году, сыграв в поединке отборочного цикла к чемпионату Европы 2016 года против Польши.

## Биография
Карим родился в семье марокканского эмигранта и немки. Его семья проживала в Западном Берлине, в одном из беднейших районов, в которых находились преимущественно эмигранты из Африки и Ближнего Востока. Вскоре после рождения сына семья Беллараби перебралась в окрестности Бремена. Начинал играть в футбол в рядах бременского клуба «Хухтинг», позже перебрался в академию «Вердера». Здесь провёл шесть лет, после чего подписал контракт с молодёжным составом футбольного клуба «Обернойланд».

## Клубная карьера
В сезоне 2007/08 провёл несколько матчей в первой команде «Обернойланда», а затем получил предложение от клуба «Айнтрахт Брауншвейг», главным тренером которого являлся небезызвестный специалист Торстен Либеркнехт. В течение следующих двух сезонов играл вместе с «Айнтрахтом» в рамках третьего дивизиона Германии. В сезоне 2010/11 вышел месте с командой во Вторую Бундеслигу. В этом сезоне Беллараби являлся одним из ключевых игроков «Айнтрахта», провёл на поле 18 матчей и забил 8 голов. А ведь на тот момент ему не исполнилось и двадцати лет.

### «Байер 04»
В 2011 году Беллараби перешёл в «Байер 04», подписав контракт до лета 2014 года. Стоит отметить, что «фармацевты» подписали травмированного немца, повредившего лодыжку в одном из последних матчей третьей лиги. В марте 2012 года он забил первый гол в Бундеслиге, отправив второй мяч в ворота «Баварии» (2:0). Первый матч в еврокубках Беллараби провёл в гостях против «Барселоны» (1:7) в 1/8 финала Лиги чемпионов 2011/12, забив гол. Летом 2012 года Карим отправился в аренду на сезон в брауншвейгский «Айнтрахт». В первом туре чемпионата Германии 2014/15 Беллараби забил самый быстрый гол в истории Бундеслиги, отправив мяч в ворота дортмундской «Боруссии» (2:0) на девятой секунде. В феврале 2015 года он продлил контракт с «Байером» до 2020 года.

## Карьера в сборной
Полузащитник имел право выступать как в сборной Германии, так и в сборной Марокко. 7 октября 2010 года Беллараби дебютировал за молодёжную сборную Германии до 20 лет в матче против швейцарцев (2:0). 12 августа 2012 года Карим дебютировал за молодёжную сборную Германии до 21 года в матче против аргентинцев (6:1), выйдя на замену на 58-й минуте.
2 октября 2014 года Беллараби был вызван в сборную Германии на матчи отборочного раунда чемпионата Европы 2016 года против сборных Польши и Ирландии. 11 октября 2014 года, в матче против поляков (0:2), Карим дебютировал за сборную, выйдя в стартовом составе, отыграв весь матч и получив жёлтую карточку.

## Статистика

### Клубная
| Клуб                           | Сезон                  | Лига                      | Лига | Лига | Кубки | Кубки | Еврокубки | Еврокубки | Прочие | Прочие | Всего | Всего |
| Клуб                           | Сезон                  | Дивизион                  | Игры | Голы | Игры  | Голы  | Игры      | Голы      | Игры   | Голы   | Игры  | Голы  |
| ------------------------------ | ---------------------- | ------------------------- | ---- | ---- | ----- | ----- | --------- | --------- | ------ | ------ | ----- | ----- |
| Обернойланд                    | 2007-08                | Оберлига Север            | 7    | 3    | —     | —     | —         | —         | 3      | 0      | 10    | 3     |
| Айнтрахт (Брауншвейг)          | 2008-09                | 3. Лига                   | 1    | 0    | —     | —     | —         | —         | —      | —      | 1     | 0     |
| Айнтрахт (Брауншвейг)          | 2009-10                | 3. Лига                   | 2    | 0    | 0     | 0     | —         | —         | —      | —      | 2     | 0     |
| Айнтрахт (Брауншвейг)          | 2010-11                | 3. Лига                   | 35   | 8    | 1     | 0     | —         | —         | —      | —      | 36    | 8     |
| Айнтрахт (Брауншвейг)          | Всего за «Айнтрахт»    | Всего за «Айнтрахт»       | 38   | 8    | 1     | 0     | —         | —         | —      | —      | 39    | 8     |
| Байер 04                       | 2011-12                | Бундеслига                | 10   | 1    | 0     | 0     | 2         | 1         | —      | —      | 12    | 2     |
| Байер 04                       | 2012-13                | Бундеслига                | 8    | 0    | 1     | 1     | 2         | 1         | —      | —      | 11    | 2     |
| Байер 04                       | 2014-15                | Бундеслига                | 33   | 12   | 3     | 0     | 10        | 1         | —      | —      | 46    | 13    |
| Байер 04                       | 2015-16                | Бундеслига                | 33   | 6    | 4     | 2     | 12        | 4         | —      | —      | 49    | 12    |
| Байер 04                       | 2016-17                | Бундеслига                | 16   | 2    | 1     | 1     | 2         | 1         | —      | —      | 19    | 4     |
| Байер 04                       | 2017-18                | Бундеслига                | 24   | 1    | 5     | 1     | —         | —         | —      | —      | 29    | 2     |
| Байер 04                       | 2018-19                | Бундеслига                | 19   | 5    | 2     | 2     | 3         | 2         | —      | —      | 24    | 9     |
| Байер 04                       | Всего за «Байер 04»    | Всего за «Байер 04»       | 143  | 27   | 16    | 7     | 31        | 10        | —      | —      | 190   | 44    |
| Байер 04 II                    | 2011-12                | Региональная лига «Запад» | 2    | 0    | —     | —     | —         | —         | —      | —      | 2     | 0     |
| Байер 04 II                    | 2013-14                | Региональная лига «Запад» | 3    | 0    | —     | —     | —         | —         | —      | —      | 3     | 0     |
| Байер 04 II                    | Всего за «Байер 04 II» | Всего за «Байер 04 II»    | 5    | 0    | —     | —     | —         | —         | —      | —      | 5     | 0     |
| Айнтрахт (Брауншвейг) (аренда) | 2013-14                | Бундеслига                | 26   | 3    | 0     | 0     | —         | —         | —      | —      | 26    | 3     |
| Всего за карьеру               | Всего за карьеру       | Всего за карьеру          | 220  | 41   | 17    | 7     | 31        | 10        | 3      | 0      | 270   | 58    |